# جون ناثانيل كوتش
جون ناثانيل كوتش (بالإنجليزية: John Nathaniel Couch) هو أخصائي فطريات وعالم نبات أمريكي، ولد في 12 أكتوبر 1896 في مقاطعة برينس إدورد في الولايات المتحدة، وتوفي في 16 ديسمبر 1986 في تشابل هيل في الولايات المتحدة.